# 哈氏假复叶耳蕨
哈氏假复叶耳蕨（学名：Dryopteris hasseltii），又名假复叶耳蕨，为鳞毛蕨科鳞毛蕨属下的一个种。